# Специальный абордажный отряд
Специальный абордажный отряд (яп. 特別警備隊 токубэцукэйбитай) — отряд специального назначения в составе Морских сил самообороны Японии. Образован 27 марта 2001 года по образцу Особой лодочной службы Великобритании. Функции отряда схожи с теми, что и у отряда специального назначения ВМС США SEAL и у британской Особой лодочной службы — это морские антитеррористические операции с применением летального оружия; при этом обязанности абордажного отряда переплетаются с обязанностями Специальной команды безопасности, спецподразделения Береговой охраны Японии.
База отряда — Этадзима. В связи с тем, что это подразделение предназначено для проведения спецопераций, подробная информация о численности, личном составе, вооружении и подготовке является совершенно секретной, и её разглашение запрещено законом. Личный состав всегда носит маски-балаклавы для того, чтобы их никто не узнал.

## История
Причиной создания отряда стал инцидент в 1999 году, связанный с незаконным вторжением кораблей КНДР в территориальные воды Японии у полуострова Ното, который Морские силы самообороны Японии оказались не в состоянии предотвратить. Во избежание повторения скандала был создан Специальный абордажный отряд со штабом в Этадзиме, префектура Хиросима. Отряд прошёл секретную подготовку в Этадзиме, связанную с обучением взятия судов на абордаж, причём общественности не сообщалось о самом факте создания подобного отряда.
Обучение личного состава прошло в 2000 году. Изначально рекруты хотели проходить обучение под руководством инструкторов из американского спецотряда SEAL из ВМС США, но это не состоялось. На помощь пришли инструкторы из Особой лодочной службы Великобритании, которые помогли подготовить бойцов, но уже позже японцы всё-таки поучаствовали в учениях с SEAL. В связи с особой важностью деятельности Специального абордажного отряда в Парламенте Японии был принят закон о повышенной заработной плате военнослужащих спецподразделений.
22 декабря 2001 года у острова Осима было замечено неопознанное судно, вследствие чего для его перехвата были впервые мобилизованы части Специального абордажного отряда. Однако ещё до того, как Управление национальной безопасности Японии отдало какой-либо приказ отряду, стало известно, что судно было потоплено Морскими силами самообороны Японии. В 2007 году об отряде стало известно общественности во время учений — у бойцов, которые оттачивали десант с жёстко-корпусных надувных лодок и вертолётов, были замечены автоматы Типа 89. Министр обороны Японии Ясукадзу Хамада в 2009 году распорядился отправить бойцов отряда в Сомали для борьбы против местных пиратов: солдаты отправились 14 марта 2009 года в Сомали на бортах эсминцев DD-106 «Самидарэ» (тип «Мурасамэ») и DD-113 «Садзанами» (тип «Таканами»).
До отправки в Сомали Специальный абордажный отряд участвовал в учениях с Береговой охраной Японии, симулируя нападение на пиратское судно — роль пиратского корабля сыграло судно Береговой охраны с экипажем около 60 человек. В учениях всего приняло участие около 250 человек, и Специальный абордажный отряд захватил судно без единого предупредительного выстрела. Предполагалось, что Специальный абордажный отряд был задействован в операциях в Ираке вместе со спецназом ВМС США, участвуя в операциях по освобождению японских заложников. В 2016 году Специальный абордажный отряд участвовал в обеспечении безопасности саммита G7 в Симе вместе со Специальной штурмовой командой.

### Скандалы
Во время обучения бойцов на этапе, связанном с 15 уровнями рукопашного боя без оружия (по номеру уровня определялось число противников), погиб военнослужащий морских сил самообороны. Предоставлять подробности инцидента Морские силы отказались, сославшись на засекреченный характер, однако был создан специальный комитет с целью определения того, носила ли смерть бойца насильственный характер. Следователи из Командования по расследованию уголовных дел получили доступ к материалам. В результате выяснилось, что погибшего постоянно оскорбляли более опытные и возрастные военнослужащие, однако в окончательном заключении говорилось, что во время учебного боя против 15 человек четырнадцатый противник нанёс правый хук бойцу, угодив в подбородок и причинив тем самым по неосторожности фатальные повреждения.

## Международные отношения
Специальный абордажный отряд участвовал в мероприятиях, связанных с безопасностью Азиатско-Тихоокеанского региона: в 2002 и 2004 годах на Летнем форуме по защите Азиатско-тихоокеанского региона присутствовали представители отряда.

## Структура
По состоянию на 2014 год в составе Специального абордажного отряда было 10 взводов, штаб — единый в Этадзиме.

## Вооружение и техника
Было замечено, что из оружия Специального абордажного отряда применяются пистолеты-пулемёты HK MP5, а именно модификации MP5A5 и MP5SD6. Основные автоматы — Тип 89 и HK416, основной пистолет — SIG Sauer P226R. В 2004 году для нужд Морских сил самообороны Японии и Специального абордажного отряда в частности были приобретены снайперские винтовки, однако общественности не было сообщено, что именно за оружие закупили. Тем не менее у спецназовцев были замечены винтовки HK MSG-90. Для атак с моря на противника используются жёстко-корпусные надувные лодки, для десантирования с воздуха — вертолёты Mitsubishi SH-60J.

## Обучение
Из известных общественности данных следует, что личный состав обучается в военно-морской академии в Этадзиме на протяжении 36 недель. Они изучают «Программу особой безопасности» в течение года и трёх месяцев прежде, чем кто-либо будет зачислен в отряд. Базовое обучение проводится в академии, остальная часть — совместно с отрядом вплоть до зачисления.